# Campionato mondiale di snooker 1972
Il Campionato mondiale di snooker 1972 è stato il primo evento professionistico della stagione 1971-1972 di snooker, il primo Non-Ranking, e la 41ª edizione di questo torneo, che si è disputato dal marzo 1971 al 26 febbraio 1972, in diverse località dell'Inghilterra.
È stato l'unico evento stagionale della Tripla Corona.
Il campione in carica era John Spencer, il quale è stato sconfitto in finale da Alex Higgins per 37-32. Il nordirlandese si è aggiudicato così il suo primo Campionato mondiale, al suo primo torneo professionistico disputato in carriera.